# 大鶴佐助
大鶴 佐助（おおつる さすけ、1993年〈平成5年〉11月14日 - ）は、日本の俳優。東京都出身。本名は大靏 佐助（読み同じ）。TENT所属。劇団ヒトハダ座長。

## 人物・来歴
2005年、12歳の時に映画『ガラスの使徒』でデビュー。
アングラ演劇界のプリンス。
劇団ヒトハダ座長。
父はアングラ演劇界の巨星で芥川賞受賞作家の唐十郎。姉は大鶴美仁音（みにおん）。異母兄に大鶴義丹がいる。マルシアは元異母兄嫁。
3兄弟そろって日本大学芸術学部で学んだ（姉と自身は演劇学科、異母兄は文芸学科）。

## 出演

### テレビドラマ
- わたしが子供だったころ〜劇作家・演出家 唐十郎〜（2007年、NHK） - 唐十郎の幼少時代 役
- 世にも奇妙な物語 2014年 春の特別編『ラストシネマ』（2014年、フジテレビ）

- ゆとりですがなにか 第2話（2016年、日本テレビ）
- アイドル×戦士 ミラクルちゅーんず!（2017年 - 2018年、テレビ東京） - コジロー 役
- 魔法×戦士 マジマジョピュアーズ!（2018年 - 2019年、テレビ東京）- コジロー 役
- ネメシス 第5話（2021年、日本テレビ）- 天久二魚 役
- にんげんこわい2 第5話「権助提灯」（2023年9月8日、WOWOW） - 若旦那 役[4]

### 映画
- ガラスの使徒（2005年、プログレッシブ・ピクチャーズ）
- スープ〜生まれ変わりの物語〜（2012年、東京テアトル）- 田村三郎 役
- 桐島、部活やめるってよ（2012年、ショウゲート）- 映画部 役
- EDEN（2012年、SUMOMO）
- 神さまの言うとおり（2014年、東宝）- 真田ユキオ 役
- おかあさんの木（2015年、東映）
- 劇場版 ひみつ×戦士 ファントミラージュ! 〜映画になってちょーだいします〜（2020年、KADOKAWA）- 山野井龍一郎 役

### 舞台
- 盲導犬（2013年、Bunkamuraシアターコクーン）
- 唐組『糸女郎』（2013年、雑司ヶ谷・鬼子母神）
- NINAGAWA×SHAKESPEARE LEGEND I『ロミオとジュリエット』（2014年8月7日 - 8月24日、彩の国さいたま芸術劇場 小劇場）
- ジュリエット通り（2014年10月8日 - 31日、Bunkamuraシアターコクーン / 11月20日 - 11月22日、コスモスシアター / 11月27日 - 11月30日、シアターBRAVA!）
- FUKAI PRODUCE 羽衣第20回公演『イトイーランド』 (2016年、吉祥寺シアター)
- あたらしいエクスプロージョン（2017年、浅草九劇）
- プレイヤー（2017年、Bunkamuraシアターコクーン）
- 唐組第61回公演（唐組30周年記念公演第1弾）『吸血姫』（2018年、花園神社 他）
- 豊饒の海（2018年11月3日 - 5日 東京・紀伊國屋サザンシアター TAKASHIMAYA（プレビュー公演）、11月7日 - 12月12日 同所（本公演）、12月8日 - 12月9日 大阪・森ノ宮ピロティホール）
- MANN IST MANN - 男は男だ -（2019年、KAAT神奈川芸術劇場）
- エダニク（2019年、浅草九劇）
- あれよとサニーは、死んだのさ（2019年、下北沢ザ・スズナリ）
- ピサロ（2020年3月13日 - 4月20日、東京・PARCO劇場）
- 2人芝居 いかけしごむ（2020年、浅草九劇）
- ボクの穴、彼の穴。（2020年9月17日 - 9月23日、東京芸術劇場プレイハウス） - ボク役
- 両国花錦闘士（2020年、明治座）
- ピサロ（2021年5月15日 - 6月6日、東京・PARCO劇場）
- リボルバー 〜誰が【ゴッホ】を撃ち抜いたんだ?〜（2021年7月10日 - 8月1日、東京・PARCO劇場 / 8月6日 - 15日、大阪・東大阪市文化創造館 Dream House 大ホール）
- ともだちが来た（2021年、浅草九劇）
- シラノ・ド・ベルジュラック（2022年、東京芸術劇場プレイハウス）
- 劇団ヒトハダ 旗揚げ公演『僕は歌う、青空とコーラと君のために』（2022年、浅草九劇）
- COCOON PRODUCTION 2022 NINAGAWA MEMORIAL『パンドラの鐘』（2022年6月6日 - 7月5日、Bunkamuraシアターコクーン 他）- オズ 役[5]
- 気づかいルーシー（2022年、東京芸術劇場 シアターイースト 他）
- 奏劇 vol.2『Trio〜君の音が聴こえる』（2022年、よみうり大手町ホール）
- サンソン - ルイ16世の首を刎ねた男－ルイ16世役（2023年4月 - 5月、東京建物 Brillia HALL）
- NODA・MAP 第26回『兎、波を走る』（2023年6月 - 8月、東京芸術劇場プレイハウス）
- ジャズ大名（2023年12月〜2024年1月）- トランペット 源乃進 役
- PARCO PRODUCE 2024『ハムレットQ1』（2024年5月 - 6月、PARCO劇場）- レアティーズ 役[6]
- ヒトハダ 第2回公演『旅芸人の記録』（2024年9月5日 - 22日、東京・下北沢ザ・スズナリ / 9月26日 - 29日、大阪・扇町ミュージアムキューブ CUBE01）[7][8]
- ヴェニスの商人（2024年12月6日 - 22日、日本青年館ホール / 12月26日 - 12月29日、京都劇場 / 2025年1月6日 - 1月10日、御園座） - グラシアーノ 役[9]
- オフィス3〇〇特別公演『少女仮面』（2025年6月11日 - 22日、下北沢ザ・スズナリ）[10]
- 十二夜（2025年10月17日 - 11月7日〈予定〉、東京・東京グローブ座 / 11月15日 - 21日〈予定〉、大阪・森ノ宮ピロティホール）- オリヴィア 役[11]

### CM
- 住友生命『dear my family』篇（2014年）

### ミュージックビデオ
- ドラマチックアラスカ『東京ワンダー』（2014年）